# Spilocephalus
Spilocephalus là một chi bọ cánh cứng trong họ Chrysomelidae.
Chi này được miêu tả khoa học năm 1888 bởi Jacoby.

## Các loài
Các loài trong chi này gồm:
- Spilocephalus apicalis (Jacoby, 1906)
- Spilocephalus bipunctatus (Allard, 1889)
- Spilocephalus intermedius (Jacoby, 1895)
- Spilocephalus viridipennis Jacoby, 1888